# The Magic Whip
The Magic Whip —estilizado en texto chino: «魔鞭»— es el octavo álbum de estudio de la banda de rock británica Blur. Fue grabado en Hong Kong y Londres y lanzado por Parlophone el 27 de abril de 2015 y Warner Bros. Records el 28 de abril de 2015. Fue el primer álbum de estudio de la banda en 12 años desde Think Tank (2003), marcando la brecha más larga entre álbumes de estudio en la carrera de Blur, y el primero en 16 años desde 13 (1999) en haber presentado la formación original (Coxon aparece en una sola canción en Think Tank). El álbum también marca el regreso del productor de la banda, Stephen Street, después de Blur (1997).
El álbum recibió elogios de los críticos musicales. Debutó en el número uno en la UK Albums Chart, marcando el sexto álbum número uno de Blur en el Reino Unido. Ha sido certificado Oro por la Industria Fonográfica Británica (BPI) por ventas de más de 100 000 copias. Es el primer álbum de la banda en América del Norte bajo Warner Bros., luego de que el grupo fuera transferido de Virgin Records en 2013, luego de la compra de EMI y sus activos por parte de Universal Music Group en 2012.

## Trasfondo

Hong Kong, ciudad donde se grabó el disco.

En mayo de 2013, Blur estaba listo para tocar en el festival de música Tokyo Rocks de Japón. Sin embargo, todo el festival fue cancelado por razones desconocidas, dejando a la banda varada en Hong Kong por cinco días más. En un intento por distraerse, trabajaron en material nuevo en Avon Studios, como lo anunció el cantante principal Damon Albarn durante el concierto en AsiaWorld–Expo, Chek Lap Kok. Albarn declaró más tarde que no estaba seguro de si la música resultante se lanzaría alguna vez. En julio de 2014, comentó: «Hay alrededor de 15 canciones... lo molesto es que si hubiera podido escribir la letra allí mismo sobre estar allí, habríamos terminado el disco. Pero a veces, si no puedes hacerlo todo a la vez, realmente se disipa y no sé qué cantaría ahora con ese disco. Hay algunas canciones geniales allí, pero puede que sea uno de esos discos que nunca sale».
En noviembre de 2014, Graham Coxon comenzó a trabajar más en las grabaciones con el productor Stephen Street, mientras Albarn estaba de gira con su álbum en solitario, Everyday Robots (2014). Coxon comentó: «Seguía pensando en las grabaciones que habíamos hecho en Hong Kong y recordaba lo bien que se sentía. No me habría perdonado si no hubiera echado otro vistazo». Coxon invitaría en secreto a Alex James y Dave Rowntree a más sesiones de grabación para desarrollar el material. Una vez que estaba a punto de terminar, Coxon le presentó la música a Albarn para ver si era digna de un álbum. En el camino de regreso de su gira por Australia en diciembre, Albarn se detuvo en Hong Kong una vez más en busca de inspiración lírica. Las voces se completaron a finales de enero de 2015 y la masterización del álbum finalizó el 18 de febrero de 2015, el día antes de que se anunciara el álbum a la prensa en el barrio chino de Londres.

## Portada y título
La portada del álbum tiene las palabras «Blur» y «Magic Whip» escritas en chino alrededor de un cono de helado, todo representado con luces de neón. El director de arte Tony Hung, quien creó el video con la letra de «Go Out», la primera canción que se lanzó del álbum, se reunió con el líder Damon Albarn a principios de 2015 para hablar sobre la carátula del álbum y se le mostraron fotos y ephemera de los viajes del cantante en Hong Kong. «El título del álbum, The Magic Whip [Albarn] explicó, era multifacético», dice Hung. «Un helado en el Reino Unido, un fuego artificial en China y un ‘látigo’ en un sentido político. Estos extremos reflejarían las diferentes texturas, amplitud y profundidad del álbum». Hung dice que la banda quería una versión que tocara esos temas y que también tuviera una «sensación más cruda» para dar una idea de cómo se armó el disco en Hong Kong (la banda grabó rápidamente, en un pequeño estudio en la ciudad).

## Promoción
El video de «Go Out» se subió a YouTube el 19 de febrero de 2015. Los videos de «There Are Too Many of Us», «Lonesome Street», «Ong Ong» y «I Broadcast» siguieron el 20 de marzo, 2 de abril, 3 de junio y 8 de septiembre de 2015, respectivamente. «Ong Ong», junto con «My Terracotta Heart» y «I Broadcast» estuvieron disponibles previamente poco antes del lanzamiento del álbum como sencillos promocionales, y sus audios oficiales se subieron a YouTube el 18, 21 y 23 de abril de 2015, respectivamente. «Y'all Doomed», la pista extra de la edición japonesa, se lanzó como sencillo de 7" el 27 de abril de 2015. «Ghost Ship», junto con un relanzamiento de «I Broadcast», se lanzaron más tarde como sencillos promocionales el 23 de octubre de 2015.

## Recepción en la crítica
En Metacritic, que asigna una calificación normalizada de 100 a las reseñas de los críticos, el álbum recibió una puntuación promedio de 81, lo que indica «aclamación universal», según 35 reseñas.
El crítico de la revista DIY Stephen Ackroyd declaró: «Su magia sigue siendo tan fuerte como siempre». Helen Brown de The Telegraph declaró que el álbum «resulta ser un regreso triunfal» y señaló que «conserva la identidad central de la banda mientras permitiendo que las ideas que habían fermentado por separado durante la última década infundiesen su sonido con nuevas combinaciones de sabores maduros y peculiares». Andy Gill de The Independent le dio al álbum una crítica positiva, calificándolo de «un hermoso regreso». El escritor de Spin Andrew Unterberger le dio al álbum una calificación de 8/10 y dijo: «Magic Whip es un álbum divertido, casi tanto como cualquier disco de Gorillaz», y agregó: «Magic Whip encuentra suficiente majestuosidad e intriga en los días más meditativos de la banda para permanecer compañía digna de cualquiera de los álbumes clásicos de la banda». Escribiendo para la revista Rolling Stone y dando al álbum cuatro de cinco estrellas, David Fricke llamó al álbum «Un conjunto oscuro y seductor que consolida un legado», afirmando que «Blur ha regresado con inspiración de sobra».

### Reconocimientos
| Publicación   | Categoría                     | Año  | Posición |
| ------------- | ----------------------------- | ---- | -------- |
| NME           | NME's Albums of the Year 2015 | 2015 | 15       |
| Stereogum     | The 50 Best Albums of 2015    | 2015 | 23       |
| Rolling Stone | 50 Best Albums of 2015        | 2015 | 10       |

## Lista de canciones
Todas las canciones escritas y compuestas por Damon Albarn, Graham Coxon, Alex James, Dave Rowntree.

| N.º | Título                     | Duración |  |
| 1.  | «Lonesome Street»          | 4:23     |  |
| 2.  | «New World Towers»         | 4:02     |  |
| 3.  | «Go Out»                   | 4:40     |  |
| 4.  | «Ice Cream Man»            | 3:23     |  |
| 5.  | «Thought I Was a Spaceman» | 6:16     |  |
| 6.  | «I Broadcast»              | 2:52     |  |
| 7.  | «My Terracotta Heart»      | 4:05     |  |
| 8.  | «There Are Too Many of Us» | 4:26     |  |
| 9.  | «Ghost Ship»               | 4:59     |  |
| 10. | «Pyongyang»                | 5:38     |  |
| 11. | «Ong Ong»                  | 3:06     |  |
| 12. | «Mirrorball»               | 3:37     |  |

Pista extra (Japón)

| N.º | Título         | Duración |  |
| 13. | «Y'all Doomed» | 3:57     |  |

## Posicionamiento en las listas
| Lista (2015)                        | Posición más alta |
| ----------------------------------- | ----------------- |
| Australia (ARIA)                    | 5                 |
| Austria (Ö3 Austria)                | 2                 |
| Bélgica (Ultratop flamenca)         | 5                 |
| Bélgica (Ultratop valona)           | 8                 |
| Canadá (Billboard Canadian Albums)  | 15                |
| Dinamarca (Hitlisten)               | 3                 |
| Países Bajos (Album Top 100)        | 4                 |
| Finlandia (Suomen Virallinen Lista) | 12                |
| Francia (SNEP)                      | 3                 |
| Alemania (Offizielle Top 100)       | 3                 |
| Hungría (MAHASZ)                    | 2                 |
| Irlanda (IRMA)                      | 1                 |
| Italia (FIMI)                       | 7                 |
| Japón (Oricon)                      | 5                 |
| Nueva Zelanda (Recorded Music NZ)   | 8                 |
| Noruega (VG-lista)                  | 8                 |
| Polonia (ZPAV)                      | 15                |
| Portugal (AFP)                      | 5                 |
| Escocia (Scottish Albums Chart)     | 1                 |
| Corea del Sur (Gaon)                | 31                |
| España (PROMUSICAE)                 | 10                |
| Suecia (Sverigetopplistan)          | 30                |
| Suiza (Schweizer Hitparade)         | 4                 |
| Reino Unido (UK Albums Chart)       | 1                 |
| Estados Unidos (Billboard 200)      | 24                |

| Lista (2015)                       | Posición más alta |
| ---------------------------------- | ----------------- |
| Belgian Albums (Ultratop Flanders) | 85                |
| French Albums (SNEP)               | 141               |
| UK Albums (OCC)                    | 59                |